# Karpowce (rejon wołkowyski)
Karpowce (biał. Карпаўцы; ros. Карповцы) – wieś na Białorusi, w obwodzie grodzieńskim, w rejonie wołkowyskim, w sielsowiecie Krasne Sioło.
W dwudziestoleciu międzywojennym leżały w Polsce, w województwie białostockim, w powiecie wołkowyskim, w gminie Roś.
Przy Karpowcach znajdują się nieczynne kamieniołomy kredy. Obecnie wyrobiska zalane są wodą, która przybiera lazurowy kolor - stąd nazywane są białoruskimi Malediwami. Dawna kopalnia była popularnym miejscem wypoczynku oraz ze względu na sporą głębokość wody przyciągała amatorów nurkowania. W 2015 dostęp do niej został jednak zamknięty ze względów bezpieczeństwa (niestabilne, mające tendencje osuwiskowe brzegi).